# Danica Patrick
Danica Patrick, född 25 mars 1982 i Beloit, Wisconsin, är en amerikansk före detta racerförare. 2008 vann hon som första kvinna ett IndyCar-lopp. Hon har efter det kört Nascar i Xfinity Series och Nascar Cup Series. Patrick körde sin sista hela säsong 2017 i Stewart-Haas Racing och avslutade karriären definitivt 2018 med loppen Daytona 500 och Indianapolis 500.

## Racingkarriär

### Bakgrund
Danica Patrick inledde sin karriär i Storbritannien, där hon som sextonåring 1998 blev tvåa i Formula Ford Festival bakom Jenson Button. Hon tävlade därefter i Toyota Atlantic Championship för Rahal Letterman Racing, och slutade trea i mästerskapet 2004, dock utan att vinna några tävlingar.

### 2005–2007: Till IndyCar
Hon avancerade till IndyCar Series säsongen 2005 och blev fyra redan i sin fjärde start på Twin Ring Motegi. Det följande racet var Indianapolis 500. Där skapade Patrick stor uppståndelse genom att kvala in som fyra och genom att leda tävlingen under 17 varv, då hon hade valt en okonventionell bränslestrategi. Hennes insats skulle dock inte räcka till för att vinna, utan hon blev omkörd av Dan Wheldon, Vitor Meira och Bryan Herta mot slutet av tävlingen, efter att ha försökt spara bränsle för att överhuvudtaget komma i mål. En gul flagga mot slutet på grund av en krasch av Sébastien Bourdais räddade hennes fjärdeplats. Det var den överlägset största framgången för en kvinna på en racingbana, och hon blev känd över hela USA i efterspelet till loppet.
Den resterande delen av säsongen blev inte lika lyckad. Hon blev till slut tolva i sammandraget, dock före 2003 års mästare Scott Dixon. Det var den bästa placeringen för en kvinna inom amerikansk formelbilsracings högsta serier.

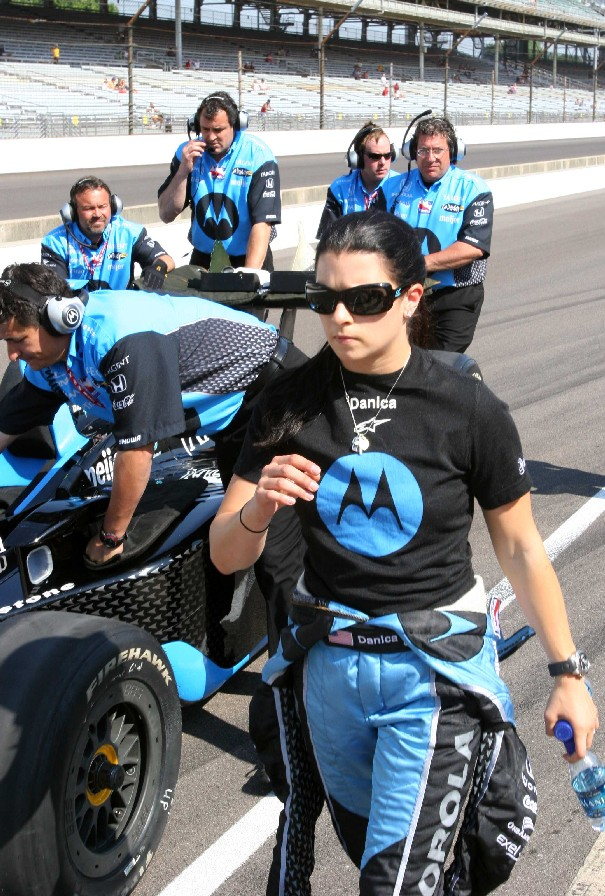
Danica Patrick 2007.

Patricks prestationsnivå var betydligt jämnare under 2006, som kom att bli hennes sista säsong med Rahal Letterman. Hon blev fyra vid två tillfällen, vilket räckte till en niondeplats i kombination med jämna resultat i övrigt.
För säsongen 2007 skrev Patrick på ett välbetalt kontrakt med Andretti Green Racing, där hon fick mobiljätten Motorola som huvudsponsor. Patricks debutsäsong blev relativt lyckad. Hon kunde visserligen inte matcha sina två erfarna stallkamrater Dario Franchitti och Tony Kanaan. Likafullt tog hon tre pallplaceringar, samtidigt som hon passerade den tredje stallkamraten Marco Andretti i sammandraget.   

### 2008–2009: Vinst i Japan, trea i Indianapolis
Den 20 april 2008 blev hon den första kvinnan att vinna ett IndyCar-lopp, genom seger i Japan Indy 300 där hennes konkurrenter tvingats i depå för tankning i slutet av loppet. Hon följde upp vinsten med sin mästerskapsmässigt dittills bästa säsong. I sammandraget nådde hon en sjätteplats, även om poängskörden var lägre än året innan.
Säsongen 2009 innebar ännu ett steg framåt, då hon lyckades komma på prispallen i Indianapolis 500 samma år. Hennes tredjeplats uppmärksammades dock paradoxalt nog mindre än hennes fjärdeplats 2005. Det berodde på att vinnaren Hélio Castroneves bara en månad innan tävlingen frikänts från skattefiffel och vid sin återkomst vann tävlingen. Patrick visade under säsongen en stor jämnhet och låg i sammandraget ständigt bland de fem främsta – trots att hon inte nådde någon ny pallplats.

### Senare år
Under säsongen 2009 ryktades det att Patrick skulle vara på väg till NASCAR för att på längre sikt tävla i Sprint Cup. Hon satte press på Andretti Green, när kontraktet skulle gå ut, och krävde möjligheten att tävla på deltid i mindre NASCAR-serier parallellt med IndyCar under 2010. Detta var också något som Chip Ganassi Racing var beredda att erbjuda henne. Det hela fick dock deras tvåfaldige mästare Scott Dixon att offentligt hota att lämna stallet, då han såg sin egen plats hotad. Patrick kom till slut överens med AGR om ett nytt kontrakt, där hon skulle starta utvalda tävlingar i NASCAR Nationwide Series och NASCAR Camping World Truck Series under 2010. 
Patricks sista lopp var Indianapolis 500 år 2018, då hon kraschade.

## Övrigt
Patrick har givit ut en självbiografi, Danica: Crossing the Line, 2006.